# Eulàlia Garriga i Casals
Eulàlia Garriga i Casals (Sabadell, 24 d'abril de 1890 - 19 de gener de 1939). Mestra compromesa en la formació i la promoció de la dona treballadora, a l'Escola Nocturna del Sagrat Cor. Va destinar els seus béns a l'adquisició del Cafè de les Delícies, del carrer de la Salut, per transformar-lo en aules d'estudi i formació de les noies obreres, que avui encara es coneix com a Patronat Eulàlia Garriga.
L'Associació d'Acció Solidària Eulàlia Garriga, que porta el seu nom, és una entitat creada al 1996, destinada a les tasques de suport, acolliment i ajuda de persones necessitades.